# آی‌پد (نسل سوم)
آی پد جدید (که به آی‌پد (نسل سوم) شناخته می شود) سومین نسل از سری تبلت‌های آی پد ساخت شرکت اپل است که در مارس ۲۰۱۲ از آن رونمایی شد. این تبلت دارای امکانات جدیدی همچون دوربین ۵ مگاپیکسلی و پردازندهٔ A5x می‌باشد.

## نرم‌افزار
آی پدجدید از نرم‌افزار iOS 5.1 که در مارس ۲۰۱۲ عرضه شده‌است، استفاده می‌کند.